# Коссув
Коссув (пол. Kossów) — село в Польщі, у гміні Радкув Влощовського повіту Свентокшиського воєводства.
Населення — 249 осіб (2011).

## Демографія
Демографічна структура на день 31 березня 2011 року:
|          | Загалом | Допрацездатний вік | Працездатний вік | Постпрацездатний вік |
| -------- | ------- | ------------------ | ---------------- | -------------------- |
| Чоловіки | 118     | 17                 | 75               | 26                   |
| Жінки    | 131     | 16                 | 61               | 54                   |
| Разом    | 249     | 33                 | 136              | 80                   |